# Lowri Norkett
Pas d'image ? Cliquez ici

b Matchs officiels uniquement.
Lowri Norkett, née le 5 avril 1995 à Blackburn (Angleterre), est une joueuse internationale galloise de rugby à XV évoluant au poste d'ailier.

## Biographie
Lowri Norkett naît le 5 avril 1995 à Blackburn en Angleterre. Elle est l'aînée d'un an de l'internationale galloise Elli Norkett (en), morte en 2017 dans un accident de voiture.
En 2022, elle joue en club avec les Worcester Warriors (en). Elle compte 2 sélections en équipe du pays de Galles quand elle est retenue en septembre 2022 pour disputer sous les couleurs de son pays la Coupe du monde de rugby à XV en Nouvelle-Zélande.